# 1933年9月4日月食
1933年9月4日月食为一次在协调世界时1933年9月4日出現的半影月食。該次月食半影食分為0.721、全影食分為-0.296。

## 概述
這次月食的食分是22.81。

## 基本參數
- 類型：半影月食
- 食甚資料：
  - 日期：1933年9月4日
  - 時間：4:52
  - 月球位置：赤經22.81度、赤緯-6.4度
  - 食分：半影食分：0.721、全影食分：-0.296

## 外部連結
- NASA月食專頁（页面存档备份，存于）（英文）